# Cephalosilurus apurensis
Cephalosilurus apurensis es una especie de peces de la familia Pseudopimelodidae en el orden de los Siluriformes.

## Morfología
• Los machos pueden llegar a alcanzar los 29 cm de longitud total. Aunque en el Aquarium de Valencia existe un macho que sobrepasa los 50 cm de largo, tiene más de 50 años de edad, está ciego y sus bigotes sensoriales ya están atrofiados. Aún es rápido al tomar el alimento cuándo se le ofrece cerca de su boca, pero dado que su sentido de la vista es nulo, padece de estrés cuando alguien entra a su tanque-pecera, puesto que llega a confundirlo con algún enemigo.

## Hábitat
Es un pez de agua dulce y de clima tropical.

## Distribución geográfica
Se encuentran en Sudamérica: río Arichuna ( Apure, Venezuela ).